# Biserica Ovidenia din Odobești
Biserica Ovidenia din Odobești este un monument istoric aflat pe teritoriul orașului Odobești. În Repertoriul Arheologic Național, monumentul apare cu codul 175028.04.
Biserica „Ovidenia”, monument istoric, a fost construita în anul 1670 de catre Iordache Cantacuzino si refacuta in 1695. Biserica are inscriptionat, deasupra usii de la intrarea, simbolul heraldic vulturul bicefal al familiei Cantacuzino. În perioada 1785-1790 aceasta biserica s-a refacut de catre medelnicerul Pamfil cel care a ridicat si Beciul Domnesc pentru domnitorul Mihai Sturza. În urma cutremurului din 1940, biserica a fost transformata în ruina. Preotul Gh.Bivolaru impreuna cu preotul Costica Popa initiaza in 1980 consolidarea monumentului, care este finalizat dupa Revolutie, cu sprijinul Directiei Monumentelor Istorice. In 1994 biserica este resfintita si redata oficierii cultului ortodox.